# الجبهة الشعبية الهندية
الجبهة الشعبية للهند (بالإنجليزية: Popular Front of India)‏ هي اتحاد منظمات اٍسلامية تنشط في جنوب الهند. وجعلت شعاره هو Naya karavan : Naya Hindustan، الأمر الذي يعني السفر الجديد مجموعة جديدة تم تشكيلها 22 تشرين الثاني / نوفمبر 2006 وذلك بدعم من منتدى كارناتاكا للكرامة (KFD)، الجبهة الوطنية للتنمية (NDF)، ومانيثا نيتي باساراي (MNP). وهذه المنظمات ناشطه في ولاية كارناتاكا وكيرلا، وتاميل نادو، على التوالي